# جروم کارل
جروم کارل (به انگلیسی: Jerome Karle) (متولد ۱۸ ژوئن ۱۹۱۸) شیمیدان آمریکایی است. جایزه نوبل در ۱۹۸۵ به طور مشترک به او و هربرت هاپتمن «برای دستاوردهای برجسته خود در توسعه روش‌های مستقیم برای تعیین ساختارهای بلوری»
اعطا شد.